# Tatort: Drei Schlingen
Drei Schlingen (Arbeitstitel: Der Bulle) ist ein Fernsehfilm aus der Fernseh-Kriminalreihe Tatort der ARD und des ORF. Der Film wurde vom WDR produziert und am 28. August 1977 zum ersten Mal gesendet. Er ist die 78. Folge der Tatort-Reihe, die 11. mit Kommissar Haferkamp.

## Handlung
Auf einer Routinefahrt im Geldtransporter beobachtet der Wachmann Fink einen Unfall, bei dem eine junge Frau von einem Auto angefahren und auf die Straße geschleudert wird. Obwohl er den Wagen nicht verlassen darf, schreitet Fink ein, um dem Opfer zu helfen, und wird plötzlich mit einem Karateschlag angegriffen. Während sein Kollege Schießer gerade Gelder in einer Bankfiliale abliefert, wird Fink von einem der Räuber erschossen. Der Mörder und die vermeintliche angefahrene Frau verschwinden mit dem Geldtransporter, den sie mit einem Nachschlüssel starten. Schießer findet den sterbenden Fink und wirkt später auf den ermittelnden Kommissar Haferkamp seltsam verstört. 
Wenig später wird Golo Tenbrink, ein ehemaliger Catcher, erhängt aufgefunden. In seiner Wohnung findet sich ein Drittel der Beute. Tenbrink war Mitglied in einem Judo-Club. Haferkamp stellt fest, dass auch Schießer dort Mitglied ist. Heinz Friedberg, Tenbrinks Freund und ebenfalls Judo-Club-Mitglied, ist seit zwei Tagen verschwunden. In seiner Wohnung findet die Polizei den Nachschlüssel für den Geldtransporter.
Schießer, der vor Jahren wegen überharten Vorgehens von der Hamburger Polizei entlassen wurde, streitet ab, in die Tat verwickelt zu sein. 
Als Haferkamp den Judo-Club spät in der Nacht aufsucht, findet er dort die Geschäftsführerin Angela Knuth bewusstlos eingeschlossen in der Sauna. Im Trainingsraum hat jemand eine Henkerschlinge aufgehängt. Haferkamp findet heraus, dass die Frau auf der Straße ein verkleideter Mann war, der junge Karl Werting ist, ebenfalls Mitglied im Judo-Club.
Werting wird schließlich von Schießer aufgespürt und beinahe auch ermordet. Haferkamp kommt rechtzeitig dazwischen und rettet Werting, indem er Schießer erschießt. Die beiden anderen Räuber waren zuvor von Schießer erhängt worden, weil er aus Rache für seinen Kollegen Selbstjustiz üben wollte.

## Hintergrund
Drei Schlingen befand sich über 25 Jahre im so genannten Giftschrank und wurde nicht wiederholt, nachdem sich zahlreiche Zuschauer wegen der übermäßigen Brutalität der Folge beschwert hatten. Erst 2002 wurde die Folge nach erneuter Sichtung durch den Jugendschutzbeauftragten wieder freigegeben und im Mai 2003 zum ersten Mal wiederholt. Für ausländische Sender galt das Verbot anscheinend nicht. So wurde die Folge in Ungarn am 8. Juli 1992 zum ersten Mal gesendet.
Die Szene, in der Fink auf der Straße erschossen wird, entstand in der Steile Straße im Essener Stadtteil Margarethenhöhe. Die Szene, in der der Geldtransporter wiedergefunden wird, wurde an der Zeche Carl Funke am Baldeneysee gedreht. Die zweite Zechenszene gegen Ende des Films, in der Haferkamp und Schießer miteinander sprechen, wurde an der Zeche Pörtingsiepen gedreht.
Musikalisch untermalt wird diese Tatort-Folge unter anderem durch das Lied Oxygène (Part I) aus dem Album Oxygène von Jean Michel Jarre sowie das Lied School aus dem Album Crime of the Century von Supertramp.